# Donal O'Shea
Donal O'Shea (Canada, 1952) è un matematico canadese, noto per il suo libro La congettura di Poincaré.
Dopo essersi laureato e avere ottenuto il PH.D. in Canada, alla Queen's University di Kingston, nell'Ontario, si trasferì in Massachusetts, al Mount Holyoke College di cui è titolare della cattedra Elizabeth T. Kennan dal 1996 e il decano dal 1998. Il suo campo di studio è la geometria algebrica, e ha scritto vari libri sul tema; ma è diventato famoso nel 2007, quando scrisse il libro divulgativo La congettura di Poincaré che ottenne subito un buon successo e fu tradotto in varie lingue.

## Opere
- (EN)  David Cox, John Little, Donal O'Shea, Ideals, Varieties, and Algorithms:  An Introduction to Computational Algebraic Geometry and Commutative Algebra, Springer, 19973
- (EN)  David Cox, John Little, Donal O'Shea, Using Algebraic Geometry, Springer, 20052
- Donal O'Shea, La congettura di Poincaré, Rizzoli, 2008 [2007], ISBN 978-88-17-02357-3

## Premi
- Premio Peano 2007 [1], della Mathesis di Torino, per il libro La congettura di Poincaré. La storia di un enigma matematico e del genio misterioso che lo ha risolto, Ed. Rizzoli